# Tokyo Hippodrom
Tokyo Hippodrom (東京競馬場 Tōkyō Keiba-jō) er en væddeløbsbane til hestevæddeløb, der ligger i Fuchu i Tokyo i Japan. Anlægget blev bygget i 1933 og betragtes som "væddeløbsbanernes væddeløbsbane" indenfor japansk hestevæddeløb. Der er 13.750 siddepladser og anlægget har plads til i alt 223.000 tilskuere. 
Tokyo Hippodrom lægger plads til adskillige G1-løb (Grade 1), hvilke inkluderer Japan Cup, Tokyo Yushun (det japanske Derby) og Yasuda Kinen, en del af Asian Mile Challenge.

## Fysiske attributter
Tokyo Hippodroms græsbane måler 2.083 meter, med to startramper der muliggør løb på 1.800 og 2.000 meter. Jordbanen er på 1.899 meter, med en rampe til løb på 1.600 meter.Banen til steeplechase er 1.675 meter. 
Tidligere fandtes endvidere en rampe til 3.200 meters løb, der blev brugt til efterårsløbet Tenno Sho , men da dette løb blev afkortet til 2.000 meter, var der ikke længere brug for denne, og den er derfor ikke længere i brug.
Banen blev renoveret i 2007 (påbegyndt i 2000), hvor verdens største videoskærm blev tilføjet og tribunen blev opgraderet. Tribunen "Memorial 60" blev også tilbygget. HD-skærmen er 66 meter bred og 11 meter høj og har et areal på 749,4 m2. I 2009 overtog Kauffman Stadium i Kansas City, Missouri æren som indehaver af verdens største skærm 26 meter bred og 32 meter høj, hvilket giver et areal på 811,6 m2.